# Lieuwe de Boer
Lieuwe de Boer (ur. 26 czerwca 1951 w Ureterp) – holenderski łyżwiarz szybki, brązowy medalista olimpijski.

## Kariera
Specjalizował się w dystansach sprinterskich. Największy sukces w karierze osiągnął podczas igrzysk olimpijskich w Lake Placid w 1980 roku, gdzie zdobył brązowy medal na dystansie 500 m. W zawodach tych wyprzedzili go jedynie Eric Heiden z USA oraz Jewgienij Kulikow z ZSRR. Na tych samych igrzyskach Holender zajął także dziesiąte miejsce w biegu na 1000 m. Był to jedyny jego medal w imprezie rangi międzynarodowej. W 1979 roku był szósty na mistrzostwach świata w wieloboju sprinterskim w Inzell, a na rozgrywanych trzy lata później mistrzostwach świata w Alkmaar zajął siódme miejsce. W 1981 roku został mistrzem Holandii w sprincie.
Po zakończeniu kariery został trenerem.